# Schae Harrison
Schae Harrison (Anaheim Hills, 27 aprile 1962) è un'attrice statunitense.

## Carriera
Nata in California, è nota soprattutto per aver recitato nella serie tv General Hospital nel 1987 e per aver interpretato il ruolo di Darla Einstein Forrester dal 1989 al 2007 (con apparizioni nel 2014 e nel 2015) nella soap opera Beautiful, ruolo che le ha dato molta notorietà in tutto il mondo. 
Nella serie era l'aiutante-amica di Sally Spectra (interpretata da Darlene Conley). Personaggio brillante ma secondario, negli ultimi anni diventa un po' più protagonista sposando Thorne Forrester (Winsor Harmon) e diventando madre della loro unica figlia Alexandria. Nel 2006, dopo diciotto anni di lavoro, Darla perde la vita in un tragico incidente causato dall'ex cognata Taylor (Hunter Tylo), ubriaca, durante una notte di nebbia sulla trafficata Pacific Highway. Torna per un paio di puntate nel 2007 sotto le vesti di fantasma, appare infatti a Taylor che non riesce a perdonarsi per l'incidente che è costato la vita alla giovane donna. Nel 2014, dopo ben 7 anni di assenza, fa ritorno a Beautiful sempre sotto le vesti di spirito. Questa volta apparirà alla figlia Alexandria, ormai cresciuta e diventata una ragazza. Torna a Beautiful nel 2015 apparendo alla figlia Alexandria sempre sotto forma di spirito per tutto luglio 2015 fino alla morte del personaggio di Alexandria Forrester.
Nel 1999 è protagonista assoluta del film per il cinema Incontro fatale, che ha interpretato a fianco di una vecchia star di Beautiful, Jeff Trachta (ex Thorne). Il film che contiene diverse scene hot ha ricevuto buone recensioni ed anche l'interpretazione della Harrison non è stata da meno. Nel 2012 fa ritorno al cinema, interpretando la moglie di John Travolta nel film Le belve diretto da Oliver Stone.
Nel 2001 si è sposata con il collega di Beautiful Mick Cain e dal loro matrimonio, nel 2003, è nata la loro prima e unica figlia, Haven Jude Cain.
Tra le sue passioni la danza e il canto.

## Filmografia

### Cinema
- Due volte nella vita (1985), regia di Bud Yorkin
- L'isola magica (1995), regia di Sam Irvin
- Incontro fatale (1999), regia di Rick Jacobson
- Le belve (2012), regia di Oliver Stone

### Televisione
- General Hospital, (1987)
- Star Trek: The Next Generation, (1987)
- Freddy's Nightmares, (1988)
- Giudice di notte, (1989)
- Beautiful, (1989-2006, 2007, 2014 e 2015)
- Casalingo Superpiù, (1992)
- Baby Talk, (1993)
- Castle – serie TV, episodi 3x11-7x23 (2011-2015)

## Doppiatrici italiane
- Claudia Balboni in Beautiful